# Faunis fruhstorferi
Faunis fruhstorferi är en fjärilsart som beskrevs av Johannes Karl Max Röber 1896. Faunis fruhstorferi ingår i släktet Faunis och familjen praktfjärilar. Inga underarter finns listade i Catalogue of Life.